# جميل روبرتس
جميل روبرتس (بالإنجليزية: Jamil Roberts)‏ (3 أبريل 1986 بفريمونت في الولايات المتحدة - ) هو لاعب كرة قدم أمريكي في مركز الدفاع. شارك مع منتخب الولايات المتحدة تحت 17 سنة لكرة القدم. أما مع النوادي، فقد لعب مع سان خوسيه إيرثكويكس ونادي دالاس.

## وصلات خارجية
- جميل روبرتس على موقع الدوري الأمريكي (الإنجليزية)
- جميل روبرتس على موقع قاعدة بيانات كرة القدم.إي يو (الإنجليزية)